# Resultados do Carnaval do Rio de Janeiro em 1954
Nesta página estão listados os resultados dos concursos de escolas de samba, frevos carnavalescos, ranchos carnavalescos e sociedades carnavalescas do carnaval do Rio de Janeiro do ano de 1954. Os desfiles foram realizados entre os dias 28 de fevereiro e 2 de março de 1954.
A Estação Primeira de Mangueira venceu o Supercampeonato, conquistando seu sétimo título de campeã do carnaval carioca. A escola se apresentou com o enredo "Rio Antigo e Moderno", desenvolvido pelos funcionários da Casa da Moeda. Império Serrano ficou com o vice-campeonato por três pontos de diferença para a Mangueira. Últimas colocadas, Acadêmicos do Engenho da Rainha, Aventureiros da Matriz, Paz e Amor, Unidos da Tamarineira, Independentes do Rio, Independentes do Leblon e União de Vaz Lobo foram rebaixadas para a segunda divisão. Cada Ano Sai Melhor e Corações Unidos de Jacarepaguá não desfilaram e também foram rebaixadas para o segundo grupo.
Em seu primeiro desfile como escola de samba, a Beija-Flor venceu o Campeonato, sendo promovida à primeira divisão junto com Caprichosos de Pilares (vice-campeã) e Unidos da Congonha (terceira colocada).
Os Lenhadores ganharam a disputa dos frevos. União dos Caçadores foi o campeão dos ranchos. Embaixada do Sossego conquistou o título do concurso das grandes sociedades.

## Escolas de samba

### Supercampeonato
O desfile da primeira divisão, chamado de Supercampeonato, foi realizado no domingo, dia 28 de fevereiro de 1954, na Avenida Presidente Vargas. Foi organizado pela Associação das Escolas de Samba do Brasil (AESB); pela Confederação Brasileira das Escolas de Samba (CBES); e pelo Departamento de Turismo e Certames do Distrito Federal.
| Ordem dos desfiles |
| 1. Filhos do Deserto 2. Paraíso das Baianas 3. Unidos do Grajaú 4. Estação Primeira de Mangueira 5. Independentes do Rio 6. Índios do Acaú 7. Floresta do Andaraí 8. Império da Tijuca 9. Unidos do Salgueiro 10. Acadêmicos do Salgueiro 11. União do Catete 12. Aventureiros da Matriz 13. Vai Se Quiser 14. Unidos do Cabuçu 15. Acadêmicos do Engenho da Rainha 16. Independentes do Leblon 17. Unidos da Tijuca 18. Unidos da Capela 19. Unidos da Tamarineira 20. Império Serrano 21. Paz e Amor 22. Portela 23. Unidos do Indaiá 24. União de Vaz Lobo 25. Aprendizes de Lucas |

#### Julgadores
A comissão julgadora foi formada por: Canuto Silva; Dulce Louzada; José Nunes Sobrinho; Mercedes Silva; e Renato Miguez.

#### Classificação
Estação Primeira de Mangueira foi a campeã, conquistando seu sétimo título no carnaval carioca. O título anterior foi conquistado quatro anos antes, em 1950. Quarta escola a desfilar, a Mangueira apresentou o enredo "Rio Antigo e Moderno", desenvolvido pelos funcionários da Casa da Moeda. Império Serrano ficou com o vice-campeonato por três pontos de diferença para a campeã, desfilando um enredo baseado na ópera Il Guarany, do maestro brasileiro Carlos Gomes. Em seu primeiro desfile no carnaval, Acadêmicos do Salgueiro (escola resultante da fusão entre Depois eu Digo e Azul e Branco do Salgueiro) obteve a terceira colocação, à frente da Portela, quarta colocada. Últimas colocadas, Acadêmicos do Engenho da Rainha, Aventureiros da Matriz, Paz e Amor, Unidos da Tamarineira, Independentes do Rio, Independentes do Leblon e União de Vaz Lobo foram rebaixadas para a segunda divisão. Cada Ano Sai Melhor e Corações Unidos de Jacarepaguá não se apresentaram para o desfile e também foram rebaixadas para o segundo grupo.
| Legenda: Campeã Rebaixadas à segunda divisão * Sem informação disponível |

| Col.                                          | Escola                          | Enredo                                                                 | Carnavalesco(a)               | Pontos |
| --------------------------------------------- | ------------------------------- | ---------------------------------------------------------------------- | ----------------------------- | ------ |
| 1                                             | Estação Primeira de Mangueira   | Rio Antigo e Moderno                                                   | Funcionários da Casa da Moeda | 180    |
| 2                                             | Império Serrano                 | O Guarani                                                              | Direção de carnaval           | 177    |
| 3                                             | Acadêmicos do Salgueiro         | Uma Romaria na Bahia                                                   | Hildebrando Moura             | 167    |
| 4                                             | Portela                         | São Paulo Quatrocentão (O Despertar do Gigante)                        | Lino Manuel dos Reis          | 161    |
| 5                                             | Aprendizes de Lucas             | Exaltação a São Paulo                                                  | *                             | 141    |
| 6                                             | Filhos do Deserto               | Brasil Primaveril - Floricultura                                       | *                             | 138    |
| 7                                             | Unidos do Salgueiro             | Exaltação aos Vultos Militares do Brasil                               | *                             | 126    |
| 8                                             | Índios do Acaú                  | O Guarani de Carlos Gomes                                              | *                             | 105    |
| 9                                             | Unidos do Cabuçu                | Relíquias do Rio Antigo                                                | *                             | 99     |
| 10                                            | União do Catete                 | Motivos Históricos do Brasil                                           | *                             | 96     |
| 11                                            | Paraíso das Baianas             | Do Terço Velho ao Sampaio da FEB                                       | *                             | 95     |
| 11                                            | Unidos da Tijuca                | 400 Anos de Lutas e Glórias - Homenagem ao 4.º Centenário de São Paulo | Miguel Moura                  | 95     |
| 12                                            | Unidos da Capela                | Brasil Antigo e Brasil Moderno                                         | *                             | 94     |
| 13                                            | Vai Se Quiser                   | Glória a Santos Dumont                                                 | *                             | 90     |
| 14                                            | Unidos do Grajaú                | Glória ao Passado, Homenagem aos Cronistas                             | *                             | 86     |
| 15                                            | Floresta do Andaraí             | Primavera Outra Vez                                                    | *                             | 81     |
| 15                                            | Unidos do Indaiá                | Brasil Colônia                                                         | *                             | 81     |
| 16                                            | Império da Tijuca               | Como o Samba Nasceu                                                    | Boca e Pequenino              | 80     |
| 17                                            | Acadêmicos do Engenho da Rainha | Gigante pela Própria Natureza                                          | *                             | 76     |
| 18                                            | Aventureiros da Matriz          | Homenagem às Forças Armadas                                            | *                             | 64     |
| 19                                            | Paz e Amor                      | Honra a Três Vultos da História - Caxias, Tamandaré e Santos Dumont    | *                             | 60     |
| 19                                            | Unidos da Tamarineira           | Coroação de Pedro II                                                   | *                             | 60     |
| 20                                            | Independentes do Rio            | Descoberta do Brasil                                                   | *                             | 58     |
| 21                                            | Independentes do Leblon         | Ordem e Progresso                                                      | *                             | 51     |
| 21                                            | União de Vaz Lobo               | Descoberta do Rio Amazonas                                             |                               | 51     |
| Cada Ano Sai Melhor (Não desfilou)            |                                 |                                                                        |                               |        |
| Corações Unidos de Jacarepaguá (Não desfilou) |                                 |                                                                        |                               |        |

### Campeonato
O desfile da segunda divisão, chamado de Campeonato, foi realizado no domingo, dia 28 de fevereiro de 1954, na Praça Onze. Foi organizado pela AESB; pela CBES; e pelo Departamento de Turismo e Certames do Distrito Federal.

#### Julgadores
A comissão julgadora foi formada por: Arnaldo Arnold; Emanuel Silva Rêgo; Lídia Dunetz; e Raul Longras.

#### Classificação
Em seu primeiro desfile como escola de samba, a Beija-Flor venceu o Campeonato, conquistando sua promoção à primeira divisão. Caprichosos de Pilares (vice-campeã) e Unidos da Congonha (terceira colocada) também garantiram o direito à desfilar no primeiro grupo no ano seguinte. A escola Unidos de Vila Isabel não desfilou.
| Legenda: Promovidas à primeira divisão * Sem informação disponível |

| Col. | Escola                     | Enredo                                             | Carnavalesco(a) | Pontos |
| ---- | -------------------------- | -------------------------------------------------- | --------------- | ------ |
| 1    | Beija-Flor                 | O Caçador de Esmeraldas                            | Cabana          | 122    |
| 2    | Caprichosos de Pilares     | Maria Quitéria                                     | *               | 108    |
| 3    | Unidos da Congonha         | *                                                  | *               | 102    |
| 4    | Recreio de São Carlos      | *                                                  | *               | 101    |
| 5    | Império de Jacarepaguá     | Honra ao Mérito                                    | *               | 95     |
| 5    | União do Centenário        | Siderurgia Nacional                                | *               | 95     |
| 6    | Unidos da Piedade          | *                                                  | *               | 93     |
| 7    | Unidos de Bento Ribeiro    | Homenagem a Tamandaré                              | *               | 91     |
| 8    | Mocidade de um Paraíso     | *                                                  | *               | 89     |
| 9    | Unidos do Marangá          | *                                                  | *               | 88     |
| 10   | Capricho do Centenário     | *                                                  | *               | 86     |
| 10   | Cartolinhas de Caxias      | *                                                  | *               | 86     |
| 11   | Além do Horizonte          | *                                                  | *               | 84     |
| 11   | Unidos do Morro Azul       | *                                                  | *               | 84     |
| 12   | Independentes da Serra     | Homenagem aos Esportes Brasileiros                 | *               | 82     |
| 13   | Unidos do Jacaré           | *                                                  | *               | 81     |
| 13   | Aprendizes da Boca do Mato | *                                                  | *               | 81     |
| 14   | Recreio de Inhaúma         | *                                                  | *               | 77     |
| 15   | Unidos do Tuiuti           | *                                                  | *               | 76     |
| 16   | Flor do Lins               | *                                                  | *               | 75     |
| 16   | Unidos do Leme             | *                                                  | *               | 75     |
| 17   | Recreio de Rocha Miranda   | Algodão - Homenagem ao 4.º Centenário de São Paulo | *               | 74     |
| 18   | Unidos do Barão            | *                                                  | *               | 73     |
| 19   | Corações da Liberdade      | *                                                  | *               | 66     |
| 19   | Império de Campo Grande    | *                                                  | *               | 66     |

## Frevos carnavalescos
O desfile dos frevos foi realizado a partir das 16 horas do domingo, dia 28 de fevereiro de 1954, na Avenida Presidente Vargas.

### Classificação
Lenhadores foi campeão com três pontos de vantagem sobre o Vassourinhas. O Brasil Frevo desfilou pela primeira vez, e por esse motivo, não recebeu subvenção da Prefeitura.
| Col. | Frevo                         | Pontos |
| ---- | ----------------------------- | ------ |
| 1    | Lenhadores                    | 189    |
| 2    | Vassourinhas                  | 186    |
| 3    | Batutas da Cidade Maravilhosa | 160    |
| 4    | Brasil Frevo                  | 138    |
| 5    | Misto Toureiros               | 130    |
| 6    | Prato Misterioso              | 97     |

## Ranchos carnavalescos
O desfile dos ranchos foi realizado a partir das 20 horas da segunda-feira, dia 1 de março de 1954, na Avenida Presidente Vargas.

### Classificação
União dos Caçadores foi o campeão.
| Col. | Rancho                | Pontos |
| ---- | --------------------- | ------ |
| 1    | União dos Caçadores   | 255    |
| 2    | Decididos de Quintino | 225    |
| 3    | Aliança de Quintino   | 221    |
| 4    | Inocentes de Catumbi  | 186    |
| 5    | Aliados de Quintino   | 153    |
| 6    | Resedá                | 139    |
| 7    | Azulões da Torre      | 79     |
| 8    | Tomara que Chova      | 61     |
| 9    | Índios do Leme        | 59     |

## Sociedades carnavalescas
O desfile das grandes sociedades foi realizado a partir da noite da terça-feira de carnaval, dia 2 de março de 1954, na Avenida Rio Branco.

### Classificação
Embaixada do Sossego venceu a disputa com cinco pontos de vantagem sobre Clube dos Embaixadores.
| Col. | Sociedade               | Pontos |
| ---- | ----------------------- | ------ |
| 1    | Embaixada do Sossego    | 95     |
| 2    | Clube dos Embaixadores  | 90     |
| 3    | Clube dos Cariocas      | 56     |
| 4    | Clube dos Fenianos      | 52     |
| 5    | Turunas de Monte Alegre | 37     |
| 6    | Pierrôs da Caverna      | 32     |